# Крутоярка (Юргамиський район)
Крутоя́рка (рос. Крутоярка) — присілок у складі Юргамиського району Курганської області, Росія. Входить до складу Кіпельської сільської ради.
Населення — 91 особа (2010, 119 у 2002).